# Кокозек (Аксуський район)
Кокозе́к (каз. Көкөзек) — село у складіАксуського району Жетисуської області Казахстану. Входить до складу Жансугуровського сільського округу.
У радянські часи село називалось Кокузек або Отділення № 2 совхоза імені Чокана Валіханова.
Населення — 744 особи (2021; 781 у 2009, 996 у 1999, 1440 у 1989).